# The Terminator: Future Shock
The Terminator: Future Shock ist ein früher 3D-Shooter aus dem Jahr 1995 vom Spieleentwickler Bethesda Softworks. Trotz wichtiger technischer und spielerischer Neuerungen hatte das Spiel in Deutschland keinen großen Erfolg.
Zwar erschien Future Shock beinahe zeitgleich mit Duke Nukem 3D, in grafischer Hinsicht war es dem Konkurrenten jedoch weit voraus. So ermöglichte die sogenannte „Xngine“ die Darstellung von Gegnern mit Polygonen anstatt mit zweidimensionalen Sprites. Im Zusammenhang mit dem auf Polygonen basierenden Leveldesign führte Future Shock neben der modernen Charaktersteuerung über eine WASD-Tastaturbelegung erstmals eine echte 3D-Steuerung mit der Maus (freie Sicht in alle Richtungen) ein, die bis heute zum Genre-Standard gehört. Auch konnten dem Spieler für damalige Verhältnisse gewaltige Areale eröffnet werden – ein Designmerkmal, das sich auch in der Serie Elder Scrolls (ebenfalls von Bethesda Softworks) niederschlägt.
Spielerisch waren vor allem kleine Rätsel neu, die über die Schalter- und Schlüsselprobleme der meisten anderen 3D-Shooter hinausgingen. Beispielsweise muss der Spieler einen Mast umstürzen, um eine Brücke über zwei Hochhäuser zu bauen. Die „Xngine“ hat aber auch großen Einfluss auf das Spielgefühl, da der Weg zum Missionsziel oft erst einmal gefunden werden muss und nicht zwingend eine offensichtliche Route vorgegeben ist.
Inhaltlich bedient sich das Spiel der Terminator-Lizenz und ist in einer düsteren, postapokalyptischen Zukunft angesiedelt, in der die Menschheit einen Guerilla-Krieg gegen die übermächtige Roboter- und Cyborg-Armee des Supercomputernetzwerks Skynet führt.
Der Gewaltaspekt des Spiels ist umstritten. Zwar wird dem Spieler, wie für einen 3D-Shooter typisch, ein breites Waffenarsenal als Hauptwerkzeug nahegelegt, die Gewalt des Spielers richtet sich aber ausschließlich gegen unbelebte Ziele (fliegende Minen, Kampfroboter, menschenähnliche Cyborgs). Future Shock stand bis September 2021 auf dem Index der Bundesprüfstelle für jugendgefährdende Medien.
1996 erschien der Nachfolger The Terminator: Skynet.

## Bewertungen
- PC Player 2/1996: 78 %
- PC Games 1/1996: 87 %